# John Paxson
John MacBeth Paxson (nascido em 29 de setembro de 1960) é um ex-jogador de basquete que é o antigo vice-presidente de operações de basquete do Chicago Bulls da National Basketball Association (NBA).

## Carreira no ensino médio
Paxson frequentou a Alter High School em Kettering, Ohio, seguindo os passos de seu irmão mais velho, Jim, que seguiria uma carreira de estrela na Universidade de Dayton e, mais tarde, na NBA, como membro do Portland Trail Blazers.
Em seu último ano, John foi considerado um dos principais armadores do país e foi nomeado para a equipe All-American McDonald de 1979, juntando-se a futuros universitários e destaques da NBA como Isiah Thomas, James Worthy e Byron Scott no jogo.

## Carreira na faculdade
Paxson jogou basquete universitário na Universidade de Notre Dame em South Bend, Indiana. Em seu segundo ano, Paxson liderou a equipe em assistências com 138.
Ele ganhou seu primeiro reconhecimento no All-America em sua terceira temporada, quando teve médias de 16.4 pontos, 2.0 rebotes, 3.7 assistências e 1.4 roubadas de bolas.
No ano seguinte, Paxson levou Notre Dame a um recorde de 19-10, tendo médias de 17.7 pontos, 2.2 rebotes, 3.9 assistências e 1.2 roubadas de bolas.
Ele terminou sua passagem de quatro anos em Notre Dame com 1.366 pontos (19º na história de Notre Dame), 411 assistências (sétimo) e 133 roubadas de bola (oitavo). Sua média de quatro anos foi de 12,2 pontos por jogo.

## Carreira na NBA
Paxson foi selecionado pelo San Antonio Spurs com a 19ª escolha geral do Draft de 1983. Em duas temporadas nos Spurs, ele obteve uma média de 4,9 pontos e 2,9 assistências.
Depois disso, ele assinou contrato como agente livre com o Chicago Bulls, que o uniu na quadra de defesa com Michael Jordan. Paxson provou ser um valioso arremessador de três pontos nos três primeiros títulos do Bulls.
Em sua carreira na NBA, ele jogou 772 jogos com médias de 7.2 pontos, 1.2 rebotes, 3.6 assistências e 0.7 roubadas de bolas.

## Treinador
Após a aposentadoria de Paxson, Phil Jackson, treinador dos Bulls, contratou-o como assistente técnico para a temporada de 1995-96. Os Bulls ganhou o título naquele ano, alimentado pelo retorno de Michael Jordan e pela adição de Dennis Rodman.
Paxson renunciou logo após a temporada para se juntar a Neil Funk nas transmissões de rádio, dizendo: "Depois daquele ano, senti muita falta de minha esposa e filhos. Percebi que, se não priorizasse, eu sentiria falta de tudo o que eles estavam fazendo."
Quando Jordan se juntou ao Washington Wizards, ele pediu a Paxson que considerasse o cargo de treinador, mas Paxson recusou-se pelas mesmas razões.

## Gestão
Em abril de 2003, Paxson deixou sua posição de comentarista para se tornar gerente geral dos Bulls.
Em 21 de maio de 2009, Gar Forman substituiu Paxson como GM. O cargo atual de Paxson é vice-presidente de operações de basquete.

## Família
O pai de Paxson, James, jogou na NBA por dois anos em meados da década de 1950, no Minneapolis Lakers e no Cincinnati Royals e seu irmão Jim jogou 11 anos na NBA com o Portland Trail Blazers e o Boston Celtics.

## Estatísticas

### Temporada regular
| Ano      | Time        | PJ  | MPJ  | AP   | 3P   | LL   | RT  | AS  | BR  | TO  | PPJ  |
| -------- | ----------- | --- | ---- | ---- | ---- | ---- | --- | --- | --- | --- | ---- |
| 1983–84  | San Antonio | 49  | 9.3  | .445 | .182 | .615 | 0.7 | 3.0 | 0.2 | 0.0 | 2.9  |
| 1984–85  | San Antonio | 78  | 16.1 | .509 | .294 | .840 | 0.9 | 2.8 | 0.6 | 0.0 | 6.2  |
| 1985–86  | Chicago     | 75  | 20.9 | .466 | .300 | .804 | 1.3 | 3.7 | 0.7 | 0.0 | 5.3  |
| 1986–87  | Chicago     | 82  | 32.8 | .487 | .371 | .809 | 1.7 | 5.7 | 0.8 | 0.1 | 11.3 |
| 1987–88  | Chicago     | 81  | 23.3 | .493 | .347 | .733 | 1.3 | 3.7 | 0.6 | 0.0 | 7.9  |
| 1988–89  | Chicago     | 78  | 22.3 | .480 | .331 | .861 | 1.2 | 3.9 | 0.7 | 0.1 | 7.3  |
| 1989–90  | Chicago     | 82  | 28.8 | .516 | .359 | .824 | 1.5 | 4.1 | 1.0 | 0.1 | 10.0 |
| 1990–91† | Chicago     | 82  | 24.0 | .548 | .438 | .829 | 1.1 | 3.6 | 0.8 | 0.0 | 8.7  |
| 1991–92† | Chicago     | 79  | 24.6 | .528 | .273 | .784 | 1.2 | 3.1 | 0.6 | 0.1 | 7.0  |
| 1992–93† | Chicago     | 59  | 17.5 | .451 | .463 | .850 | 0.8 | 2.3 | 0.6 | 0.0 | 4.2  |
| 1993–94  | Chicago     | 27  | 12.7 | .441 | .409 | .500 | 0.7 | 1.2 | 0.3 | 0.1 | 2.6  |
| Carreira | Carreira    | 772 | 22.4 | .499 | .355 | .804 | 1.2 | 3.6 | 0.7 | 0.1 | 7.2  |

### Playoffs
| Ano      | Time        | PJ  | MPJ  | AP   | 3P    | LL     | RT  | AS  | BR  | TO  | PPJ  |
| -------- | ----------- | --- | ---- | ---- | ----- | ------ | --- | --- | --- | --- | ---- |
| 1985     | San Antonio | 5   | 22.8 | .500 | .222  | .778   | 1.0 | 4.2 | 1.0 | 0.0 | 10.2 |
| 1986     | Chicago     | 3   | 26.7 | .467 | –     | .765   | 0.0 | 1.7 | 1.0 | 0.0 | 9.0  |
| 1987     | Chicago     | 3   | 29.0 | .500 | .429  | 1.000  | 1.0 | 3.7 | 0.7 | 0.0 | 8.7  |
| 1988     | Chicago     | 10  | 16.5 | .377 | .167  | 1.000  | 0.4 | 3.0 | 0.1 | 0.1 | 4.6  |
| 1989     | Chicago     | 16  | 18.9 | .474 | .263  | .875   | 0.6 | 2.1 | 0.8 | 0.0 | 5.8  |
| 1990     | Chicago     | 15  | 26.3 | .425 | .444  | 1.000* | 1.5 | 3.6 | 0.6 | 0.0 | 6.1  |
| 1991†    | Chicago     | 17  | 28.6 | .530 | .143  | 1.000* | 1.4 | 3.1 | 0.6 | 0.0 | 8.2  |
| 1992†    | Chicago     | 22  | 27.2 | .525 | .444  | .842   | 1.0 | 2.8 | 0.6 | 0.0 | 7.9  |
| 1993†    | Chicago     | 19  | 17.4 | .583 | .625* | .727   | 1.0 | 1.7 | 0.3 | 0.1 | 4.9  |
| 1994     | Chicago     | 9   | 6.4  | .429 | .000  | –      | 0.1 | 0.6 | 0.2 | 0.0 | 0.7  |
| Carreira | Carreira    | 119 | 22.0 | .494 | .369  | .867   | 0.9 | 2.6 | 0.5 | 0.0 | 6.3  |

Fonte: